# Satyrium fibeckii
Satyrium fibeckii là một loài thực vật có hoa trong họ Lan. Loài này được Phiri mô tả khoa học đầu tiên năm 2004.